# Hanerau
Die Hanerau (seltener auch Haner Au geschrieben) ist ein Fluss in Schleswig-Holstein im Kreis Rendsburg-Eckernförde.
Die Hanerau entspringt bei Warringholz. Anfangs schlängelt sie sich als Rinnsal, später fließt sie als schmaler Bach durch das Thadener Gemeindegebiet und durch das Dorf.
Beim gleichnamigen Ort Hanerau nimmt sie den aus der Thadener Feldmark kommenden Postbek (auch Possbek) auf und bildet durch Aufstauung den Hanerauer Mühlenteich. Das Wasserrecht liegt beim Eigentümer der dortigen Wassermühle, für deren Erhalt sich ein 2012 gegründeter Verein einsetzt. Die noch voll funktionsfähige Mühle gehört zu den  Kulturdenkmalen des Ortes. Oberhalb der Wassermühle wird die Hanerau auch Thadener Bek genannt. Der Bereich Obere Hanerau wurde im Jahre 2000 als Landschaftsschutzgebiet ausgewiesen.
Bei Oldenbüttel (Bokhorst) mündet die Hanerau in den Nord-Ostsee-Kanal. Ihr natürlicher Zulauf zur Gieselau wurde durch den Bau des Kaiser-Wilhelm-Kanals (heute Nord-Ostsee-Kanal) Ende des 19. Jahrhunderts abgetrennt. In Bokhorst gab es in früheren Zeiten einen kleinen Hafen. In einer Topografie aus dem Jahre 1841 heißt es dazu: „Der Hof der ersten Bokhorster Parcele hat einen kleinen Hafen an der Gieselaue, der aber nur bei hohem Wasserstande von Eiderschiffen erreicht werden kann. […] In früheren Zeiten wurde zu Bokhorst viel Holz aus dem Gute Hanerau verschifft.“
Ende der 1930er Jahre wurde die Hanerau teilweise vom Reichsarbeitsdienst begradigt. 

## Bilder

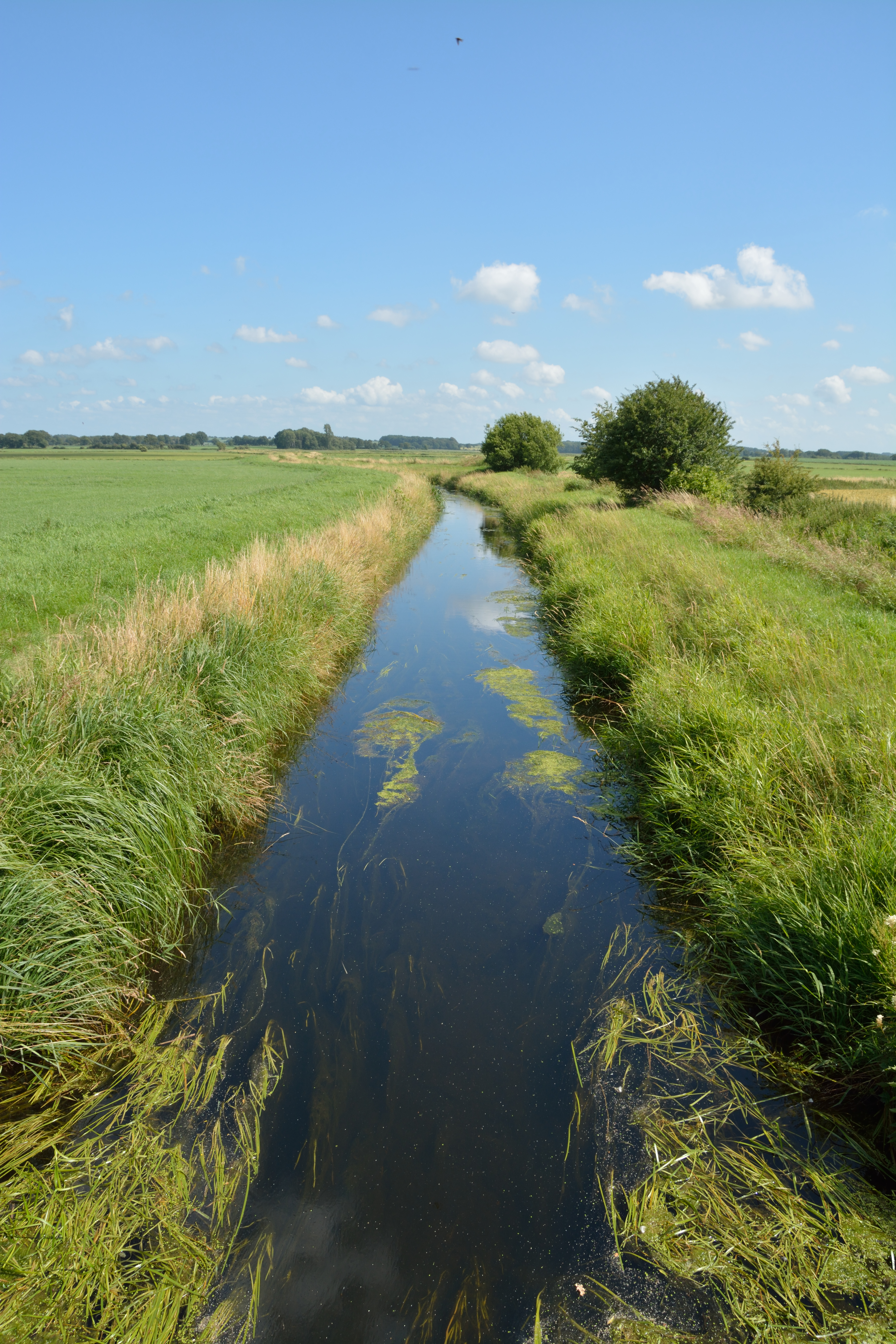
Südlich der Landesstraße 308 in Oldenbüttel
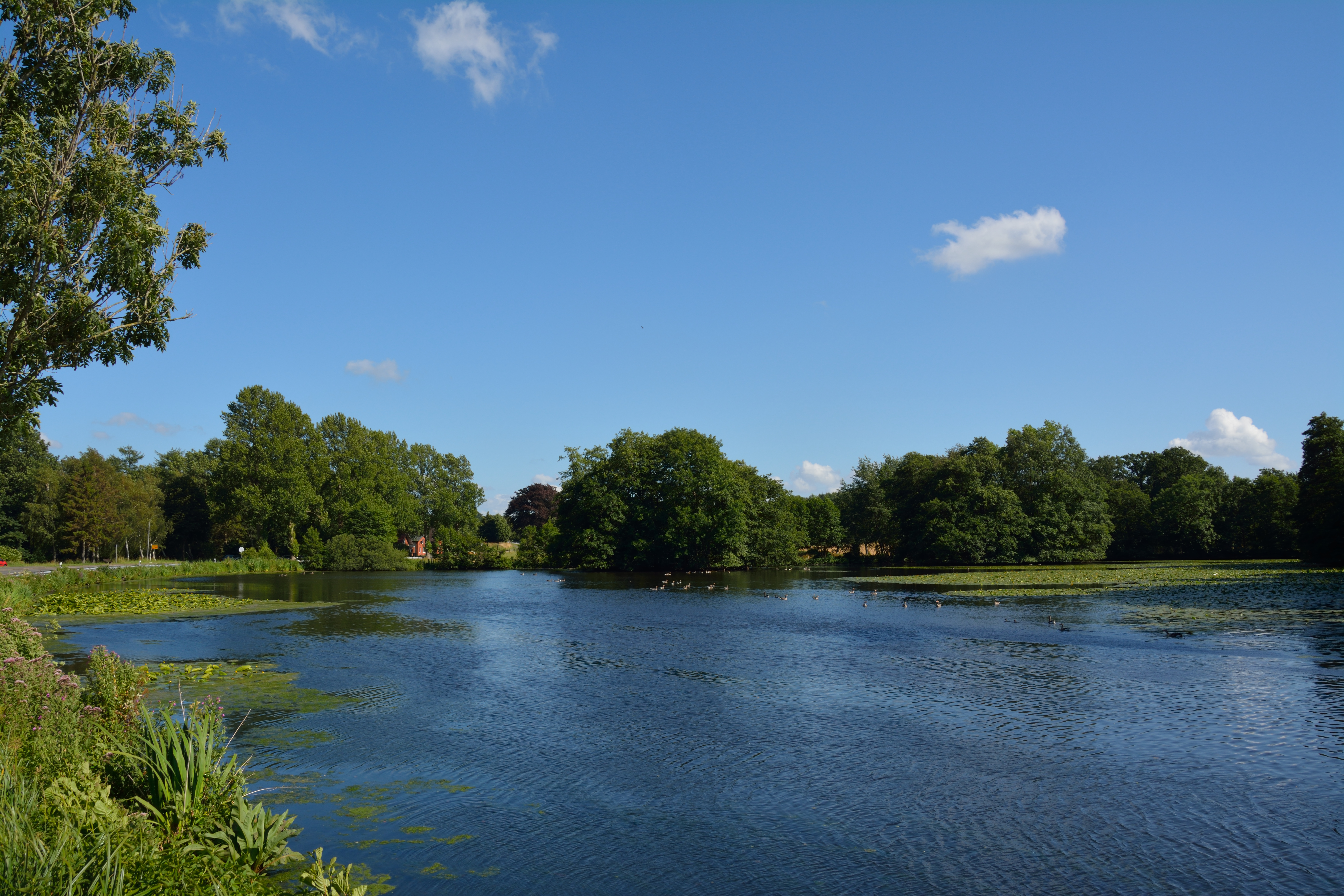
Der Mühlenteich, die aufgestaute Hanerau
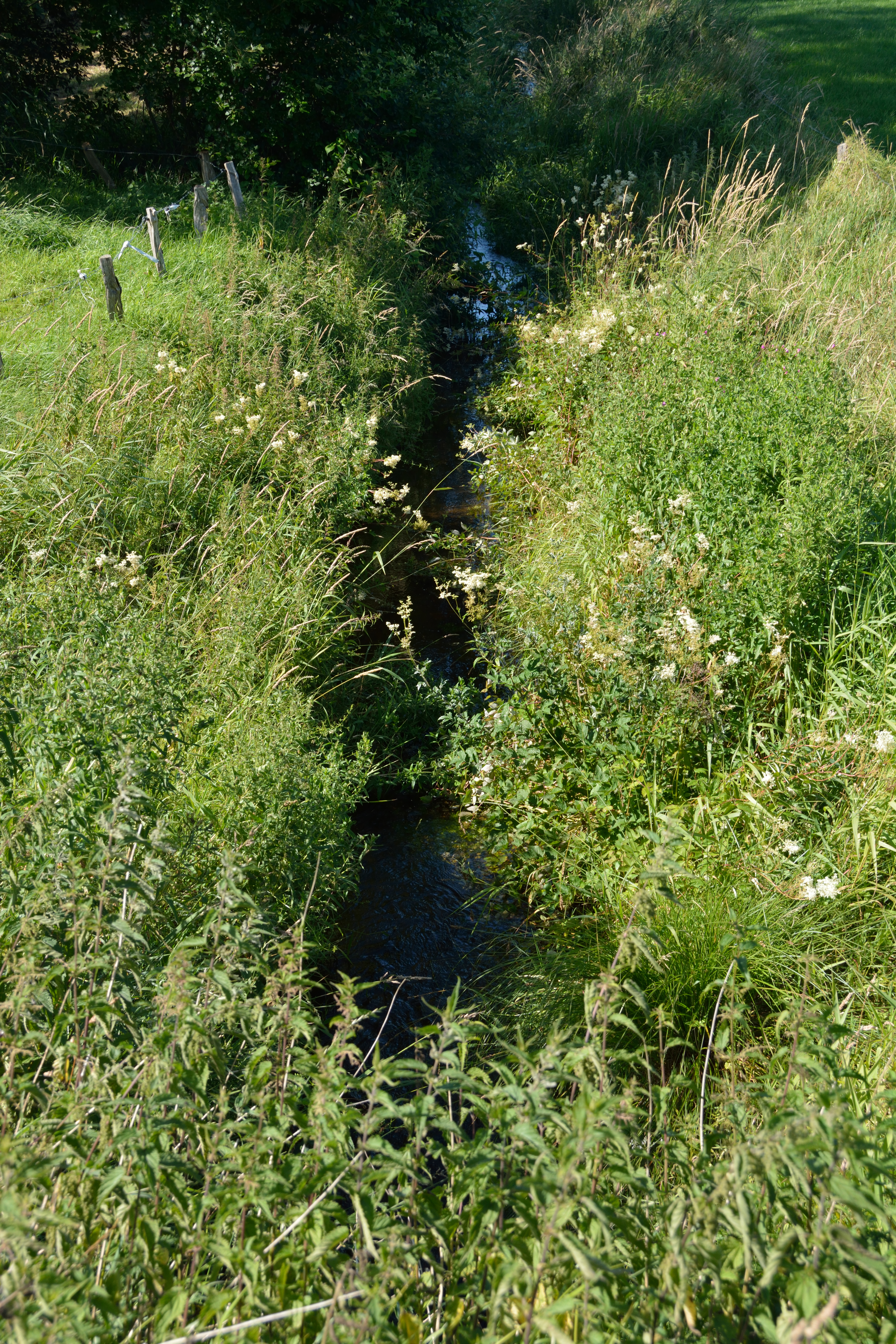
In Thaden ist die Hanerau noch ein unscheinbarer Bach